# Вавич, Марко
Марко Вавич (англ. Marko Vavic; род. 25 апреля 1999, Торранс, Калифорния) — американский ватерполист, игрок сборной США. Бронзовый призёр летних Олимпийских игр 2024 года, чемпион Панамериканских игр 2019 года. Участник летних Олимпийских игр 2020 и 2024 годов.

## Карьера
Марко Вавич — сын черногорца и американки. Имеет двойное гражданство. Окончил обучение в Университете Южной Калифорнии, за спортивную команду которого играл длительное время. В 2024 году выступал в Италии в клубе «Rari Nantes Savona».
С 2017 года вавич играет в национальной сборной США.
В финале Панамериканских игр 2019 года команда Соединенных Штатов обыграла Канаду, а Вавич стал чемпионом Панамериканских игр. На Олимпийских играх 2021 года в Токио Марко Вавич вместе со своей командой проиграл испанцам в четвертьфинале, а американцы на том соревновании стали шестыми.
На Олимпийских играх в Париже сборная США заняла третье место на групповом этапе. В четвертьфинале американцы выиграли у австралийцев по пенальти, а в поединке за третье место обыграли венгров также по пенальти. Вавич был одним из ведущих игроков сборной.